# Biserica Sfântul Vasile cel Mare din Calea Victoriei
Biserica Sfântul Vasile cel Mare este o biserică ortodoxă situată pe Calea Victoriei, numărul 198, Sector 1, București. Aceasta face parte din Patriarhia Română, Arhiepiscopia Bucureștilor, Protoieria I Capitală.

## Istoric
Prima biserică de aici a fost construită, probabil din lemn, la sfârșitul secolului al XVIII-lea sau începutul secolului al XIX-lea, într-o zonă de păduri și bălți, în mahalaua care va purta și ea numele Sfântul Vasile, de pe Podul Mogoșoaiei. Se cunoaște faptul că biserica exista în anul 1804, ianuarie 9, figurând în catagrafia orașului București întocmită în acel an. La anul 1815 noiembrie 7, Biserica Sfântul Vasile a fost închinată Mănăstirii Mărcuța. Din același an datează și îmbrăcămintea din metal argintat și aurit a iconoanei Maicii Domnului socotită făcătoare de minuni. Dacă aici exista o biserică de lemn încă din veacul al XVIII-lea pe un teren înconjurat de ape și mlaștini, adică puțin populat, propice unei sihăstrii mai vechi în jurul Codrilor Vlăsiei, este posibil ca să fi fost chiar un schit de călugări la marginea Bucureștiului care va fi avut legături cu Sfântul Munte Athos sau care va fi fost înzestrat de un boier sau domnitor cu sfinte moaște. Mărturie ne stă racla sub forma unei coperți de Evanghelie cu inscripții grecești și lucrătură de argint în spiritul tradiției athonite ce adăpostește părticele din șase sfinți și o bucată din lemnul Sfintei Cruci. 
Urme, despre existența bisericii în veacul al XIX-lea: 
- În 1828, scrisoarea fiicei preotului Trandafir, către Președintele Plenipotențiarilor de pe lângă Divanul Valahiei și Moldaviei, care revendică cele două prăvălii din fața bisericii; 
- Cartografia orașului București, din 1838 fila 324 vorbește despre Mahalaua „Sfântul Vasile”, din culoarea galbenă 
- Tot Cartografia din 1838 arată că în Mahalaua Sfântul Vasile locuiau: Duhovnicul Paraschiv- duhovnic- Ulița Podul Mogoșoaia, fila 326, Popa Petre- popă de mir- Ulița Mogoșoaia, fila 336 nr. 2152, Diaconu Pană- diacon- Ulița Podul Mogoșoaia, fila 347 nr. 2218. 
- Tot aici, pe ulița Podul Mogoșoaiei, mahalaua Sfântul Vasile, este înregistrat și căminarul Toma Baltă, ctitor al actualei biserici, care s-a construit cu cea mai mare parte a cheltuielilor date de el. . 
Biserica veche a fost distrusă de cutremurul din 1838 și refăcută din zid la anul 1847, așa cum ne prezintă pisania, scrisă cu litere chirilice, aflată pe peretele din dreapta al pronaosului. Înălțarea ei s-a făcut în timpul domniei lui Gheorghe Dimitrie Bibescu (1842-1848) și a Mitropolitului Neofit II, de către căminarul Toma Baltă - care locuia în Mahalaua Sfântul Vasile - suportând aproape în totalitate cheltuielile necesare construcției. Pe la anii 1870, se vor zidi în curtea din spatele bisericii câteva odăi de locuit pentru preotul paroh și pentru paracliser, pe cheltuiala doamnei Elena Filipescu; această creștină evlavioasă care provenea dintr-o familie boierească ce locuia pe Podul Mogoșoaiei, va lăsa de asemenea, în baza unui testament, o donație anuală către biserica Sfântul Vasile, de 800 lei, din care 100 se dădeau preotului paroh iar restul erau folosiți la repararea și întreținerea bisericii. 
În raportul Comisiei Sfântului Sinod al Bisericii Autocefale Ortodoxe Române pentru fixarea parohiilor urbane și rurale, București 1888, la pag. 2- Plasa de Sus, este menționată la nr. 5 Parohia Amza, cu filiale: Bis. Sf. Vasile, Sf. Nicolae (Tabacu) și Capela Sf. Ion Moldoveni. Așadar, la acea dată, biserica nu mai ținea de M-rea Mărcuța, era biserică de enorie, acest lucru putând surveni fie chiar de la construirea ei din zid, de către Toma Baltă (1847), fie mai târziu, în urma secularizării averilor mănăstirești, din 1860, din vremea lui Cuza. În Anuarul bisericilor din București, de pe anul 1909, parohia Sfântul Vasile figura cu un număr de 171 familii și 600 suflete. Anuarul mai precizează că biserica este întreținută de comunitate, neavând avere proprie, ceea ce ne face să presupunem că acea rentă anuală lăsată de doamna Filipescu prin testament nu se mai plătea la acea dată. 
Biserica a mai fost reparată în anii 1889, 1911,1922,1959, 1960 și mai recent, începând cu anul 2000 când s-a spălat pictura, s-a restaurat catapeteasma, s-au adus mai multe îmbunătățiri și s-a construit noua clopotniță. 
Din anul 2011, odată cu primirea celui de-al doilea hram al bisericii - Înălțarea Sfintei Cruci, se organizează anual, în data de 13 septembrie, o frumoasă procesiune numită Procesiunea-Pelerinaj "Calea Sfintei Cruci, scară către Cer !" pe Calea Victoriei, de la Biserica Sfintei Cruci și a Sfântului Vasile cel Mare-Victoria la Parcul Nicolae Iorga. În procesiune este purtată racla ce Sfânta Cruce și încă o raclă cu un sfânt care are legătură cu anul omagial. 
Tot din anul 2011, în data de 5 decembrie, se organizează Concertul de Colinde "Îngeri și Păstori colindă Pământul !"  

## Odoarele de mare preț aflate în biserică

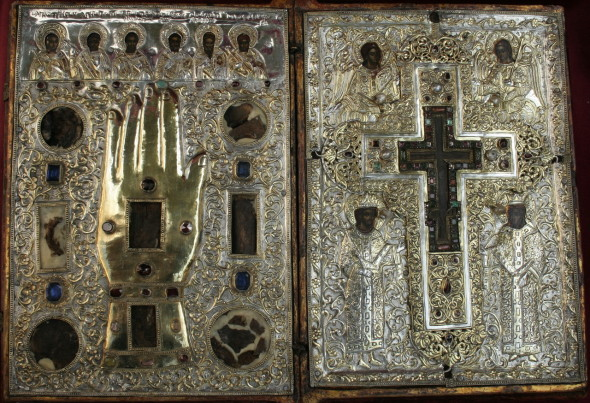
Sfânta Cruce și moastele sfintilor Trifon, Haralambie, Teodor Tiron, Gheoghe, Paraschevi, Elefterie

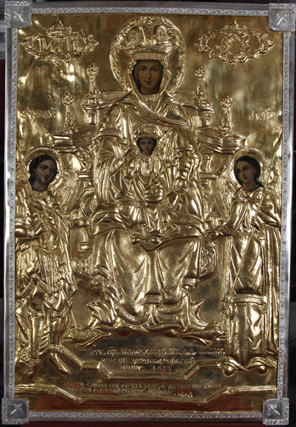
Icoana făcătoare de minuni a Maicii Domnului

- Un fragment din Lemnul Sfintei Cruci pe care a fost răstignit Mântuitorul Iisus Hristos
- 1.  Sfântul Trifon
- 2. Sfântul Haralambie
- 3. Sfântul Teodor Tiron
- 4. Sfântul Gheorghe
- 5. Sfânta Muceniță Paraschevi
- 6. Sfântul Elefterie
- 7. Sfântul Ioan Botezătorul
- 8. Sfântul Cuvios Irodion de la Lainici
- 9. Sfinții Mucenici din pustia Hozevului
- 10. Pruncii uciși de Irod
- icoana făcătoare de minuni a Maicii Domnului